# Мост искусств (фильм)
«Мост Искусств» (фр. Le pont des Arts) — третий полнометражный фильм французского режиссёра Эжена Грина, выпущенный в 2004 году.

## Сюжет
Париж. Паскаль (Адриан Мишо) — студент. Вместо написания магистерской диссертации по материалистическому трансцендентализму  Андре Бретона он гуляет, читает стихи Микеланджело, а его девушка — Кристин (Камиль Каррас) — готовится к получению степени агреже по философии. Сара (Наташа Ренье) — поет в ансамбле барочной музыки «Прелестные Триумфаторы» под руководством Неназываемого (Дени Подалидес). Неназываемый выгоняет из ансамбля Сару, от Паскаля уходит Кристин. И Паскаль и Сара не находят себе место в светском мире: мире дирижёра Неназываемого и театрального режиссёра Жана-Астольфа Меревилля (Оливье Гурме) знающих всё о барокко; мире, считывающем стихи Микеланджело как обыкновенный неоплатонизм — мире, подчинившем себе искусство. Сара совершает на мосту искусств самоубийство. Паскаля спасает от самоубийства композиция «Плач Нимфы» Монтеверди с пластинки Прелестных Триумфаторов, которую подарила ему Кристин на сочельник.

Фильм состоит из шести частей:
I Быть счастливым. II Революционная мысль. III Маска. IV Сара. V Мануэль. VI Мост Искусств

## Кинематографические приемы
Как и в других своих фильмах, в Мосте Искусств Эжен Грин использует фронтальные мизансцены, фронтальные восьмерки, серийную сцену

## История создания
Сценарий фильма Эжен Грин начал писать в 1997 году. В 2003 — получил грант от CNC на его съёмки. Премьерный показ фильма был 6 октября 2004 года на «Cinessonne Film Festival» , а 10 ноября 2014 года фильм был выпущен в прокат во Франции

## В ролях
| Актёр          | Роль                   |
| -------------- | ---------------------- |
| Наташа Ренье   | Сара Дакрюн            |
| Адриан Мишо    | Паскаль                |
| Алексис Лоре   | Мануэль                |
| Дени Подалидес | Неназываемый           |
| Оливье Гурме   | Жана-Астольф Меревилль |
| Камиль Каррас  | Кристин                |
| Жереми Ренье   | Седрик                 |
| Кристель Про   | Курдянка               |

## Некоторые места съемок
В фильме узнаются несколько известных парижских мест
- Мост Искусств: во вступительных и заключительных кадрах, в сцене самоубийства Сары, в сцене встречи Паскаля и Сары
- Площадь Сорбонны (place de la Sorbonne): в сцене где Паскаль читает стих Микеланджело Мишелю
- Люксембургский сад: в сцене встречи Паскаля и Кристин
- канал Сен-Мартен
- Сен-Жерве: в сцене, где Паскаль встречает Мишеля на улице
- план на Госпиталь Валь-де-Грас
- Площадь Вогезов: после сцены в Театре Но
- Сцена спектакля Театра Но была снята в Théâtre des Mathurins[фр.]

## Интересные факты
- В эпизодической роли зрителей театра Но снялись режиссёры (Матье Амальрик, Серж Бозон, Бертран Бонелло, Эммануэль Бурдьё, Пьер Леон[фр.], Аксель Ропер[фр.], Жан-Шарль Фитусси[фр.]), продюсер фильма Мартина Де Клермон-Тоннер, дочь Франсуа Трюффо — Ева Трюффо[фр.][6]. А Эжен Грин сыграл камео официанта в кафе «Glauque», где побывала и Сара и Паскаль, но не встретились друг с другом.

- Композиция  Клаудио Монтеверди Плач Нимфы (Lamento della Ninfa) звучит в фильме шесть раз, три раза — целиком[7] Её исполняет ансамбль Le Poème Harmonique[англ.]. Партию Сары поет Клер Лефийятр[фр.]

- Эжен Грин не придумывал фразы, которыми Неназываемый оскорбляет исполнителей — он их слышал в театральной и музыкальной среде интеллектуалов-исследователей барокко[8]